# S/2007 S 8
S/2007 S 8 es un satélite natural de Saturno. Su descubrimiento fue anunciado por Scott S. Sheppard, David C. Jewitt, Jan Kleyna, Edward Ashton, Brett J. Gladman, Jean-Marc Petit y Mike Alexandersen el 10 de mayo de 2023 a partir de observaciones realizadas entre el 5 de enero de 2005 y el 9 de julio de 2021.
S/2007 S 8 tiene unos 4 kilómetros de diámetro y orbita alrededor de Saturno a una distancia de 17 049 gigametros en 836.90 días, con una inclinación de 36.5, orbita en dirección prógrada y posee una excentricidad de 0.490. S/2007 S 8 pertenece al grupo gálico.
S/2007 S 8 es actualmente el satélite natural irregular con la inclinación más baja de Saturno.